# Ariamnes triangulatus
Ariamnes triangulatus är en spindelart som beskrevs av Arthur Urquhart 1887. Ariamnes triangulatus ingår i släktet Ariamnes och familjen klotspindlar. Inga underarter finns listade i Catalogue of Life.